# Unió General de Treballadors
La Unió General de Treballadors (castellà: Unión General de Trabajadores, abreviat UGT) és una organització sindical lligada al PSOE, fundada per Pablo Iglesias a Barcelona el 12 d'agost de 1888. Té federació a Catalunya (UGT de Catalunya), al País Valencià i a les Illes Balears.
En nombre de persones afiliades i de representants és el segon sindicat de l'Estat espanyol i de Catalunya per darrere de Comissions Obreres.

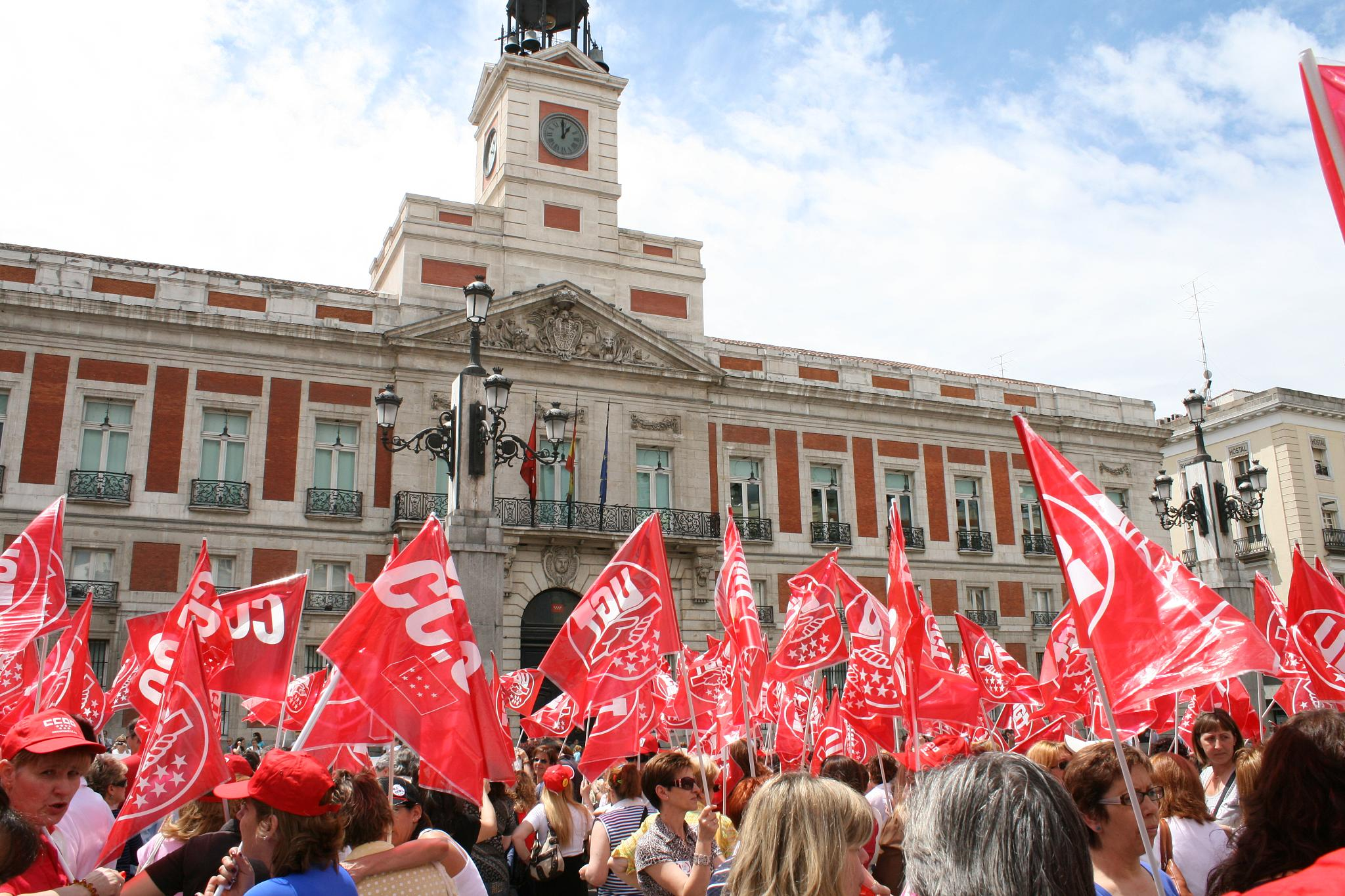
Manifestació d'UGT a Madrid

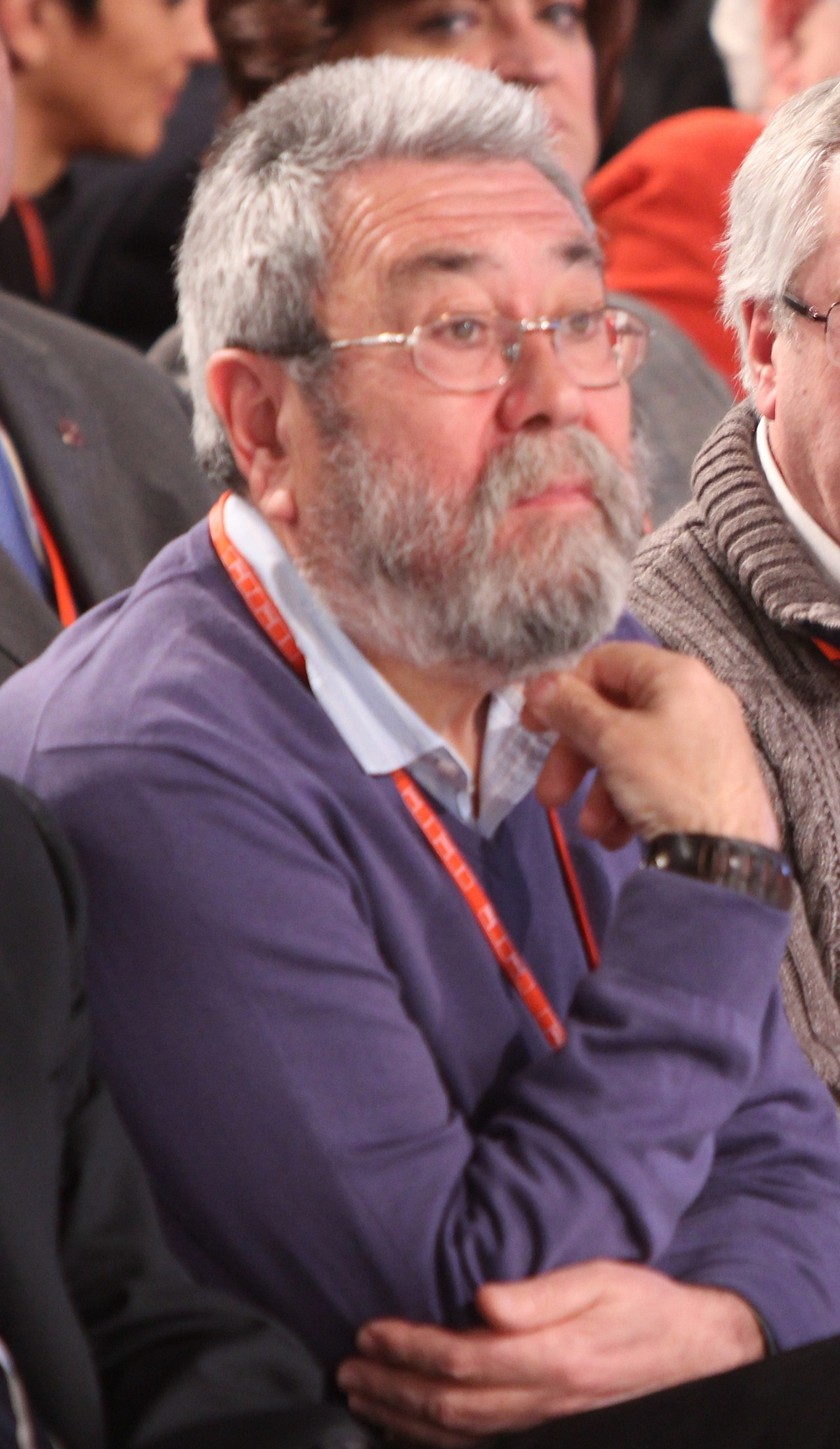
Cándido Méndez, secretari general de la Unió General de Treballadors, a la clausura del 38è Congrés del PSOE.

## Història

### Fundació
L'agost de 1887 el Centre de Classes de Mataró va dirigir un escrit al Centre de Classes de Barcelona proposant-li la celebració d'un congrés obrer d'abast estatal. Fruit d'aquesta iniciativa es nomenà una comissió que organitzés el congrés, presidida per Toribio Reoyo. Aquesta comissió tenia el suport de la Federació Tipogràfica Espanyola, va escampar la idea i el projecte, i el 28 de juny de 1888 feia públic un comunicat amb la data, l'ordre del dia i les normes del congrés. El congrés fundacional, tingué lloc a Barcelona, al Teatre de Jovellanos, del 12 al 15 d'agost de 1888, amb assistència de 26 delegats que representaven 30 societats i 5.154 afiliats de les localitats de Barcelona, Caldes de Montbui, Castelló, Gràcia, Madrid, Manresa, Mataró, Tarragona i Vic, i rebent l'adhesió de quatre societats de Santander.
Durant el congrés s'aprovaren els estatuts i es va decidir que la seu de la nova Unió General de Treballadors s'establís a Barcelona i les societats d'aquesta ciutat van escollir un Comitè format per: Antonio García Quejido, (president), Salvador Ferrer (vicepresident), Ramon Colado (tresorer), Francesc Parera (secretari), Joan Graells (vicesecretari), Basili Martín Rodríguez (vocal) i Joaquim Manresa.

### Els primers congressos
Les societats tipogràfiques foren els nuclis iniciadors i més afins a la UGT: en el congrés fundacional, dels 5.154 adherits representats, 1.391 eren de la Federació Tipogràfica, la qual ja disposava d'una notable organització i implantació a Barcelona, Madrid, Tarragona i València. Els primers congressos se celebraren cada dos anys. El segon el 1890 a Vilanova i la Geltrú, el tercer el 1892 a Màlaga, el quart el 1894 a Madrid, el cinquè el 1896 a València, i tots els altres els celebraren a Madrid. Després del 6è congrés a Madrid el setembre de 1899 la seu del Comitè es traslladà a Madrid malgrat l'oposició de Josep Comaposada i Gili, president de la UGT el 1892-1894. En aquest congrés fou elegit novament secretari del Comitè Antonio García Quejido, i després les seccions de Madrid van elegir president el tipògraf Pablo Iglesias que ho seria fins a la seva mort l'any 1925.
Es va organitzar en federacions d'oficis (ferrers, forners, marbristes, etc.) i a partir de 1928 en federacions nacionals d'indústria. Mantingué una estreta relació amb la Segona Internacional, gràcies a Antonio García Quejido i Pablo Iglesias. La UGT fou l'encarregada de nomenar el Secretari Internacional de Treball, l'any 1891. Amb el temps anà assimilant agrupacions sindicals locals com la Unió Tipogràfica Balear.

### Fins a la Guerra Civil
Fins al seu XIV Congrés de 1920 no va assumir la lluita de classes com a principi bàsic de l'acció ugetista, encara que mai va arribar a establir un òrgan mixt de connexió institucional amb el Partit Socialista Obrer Espanyol (PSOE), el sindicat sí va estar relacionat amb el partit des del seu naixement, ja que fins a la dècada dels 80 la sindicació a UGT suposava l'afiliació al PSOE i a la inversa.
A Barcelona, el diari Las Noticias, fundat per Rafael Roldós, en va ser portaveu durant aquest període.

### Des de la dictadura franquista
El règim franquista prohibí l'organització, i diversos grups d'oposició, tant polítics com sindicals van impulsar l'organització de diverses UGT en paral·lel, amb prou feines res més que l'estructura, i els nuclis d'acció van acabar dissolts per la policia. La derrota dels feixismes a la segona Guerra Mundial no només no va arrossegar la dictadura espanyola, sinó que aquesta es va consolidar amb la tolerància de les democràcies occidentals. Les expectatives dels grups antifranquistes es van frustrar.
A l'exili, el PCE va promoure a França una junta central de la UGT, i el PSOE va formar una altra UGT liderada per Pascual Tomás Taengua i Trifón Gómez San José, que va passar a formar part del Govern de la República espanyola en l'exili, constituït l'agost del 1945 i aquest segon nucli ugetista va esdevenir l'organització definitiva de la UGT d'Espanya a l'exili.

## Transició i democràcia
Sis mesos després de la mort del dictador Francisco Franco, es va celebrar el XXX Congrés (abril de 1976). El 1977 fou legalitzada i el sector majoritari USO histórica d'Unió Sindical Obrera encapçalat per José María Zufiaur s'hi va fusionar. En 1978 es van celebrar les primeres eleccions sindicals lliures, en què el què Comissions Obreres va resultar vencedor amb el 37,8% dels vots, per davant d'UGT, amb el 31%, i en les eleccions sindicals de 1982 es convertí en el primer sindicat a nivell estatal. Al cicle d'eleccions sindicals de 2019 fou el segon sindicat amb més delegats escollits (87.663, el 32%).
Des de 1981 edita la revista UNIÓN.

## Destacats militants
- Trifón Gómez San José
- Antonio García Duarte
- José del Barrio Navarro
- Manuel Pérez Gómez